# Cteniza sauvagesi
Cteniza sauvagesi är en spindelart som först beskrevs av Rossi 1788.  Cteniza sauvagesi ingår i släktet Cteniza och familjen Ctenizidae. Inga underarter finns listade i Catalogue of Life.